# Thằn lằn chân ngón Đạt
Thằn lằn chân ngón Đạt (danh pháp: Cyrtodactylus dati) là một loài thằn lằn trong họ Gekkonidae. Loài này được Ngô Văn Trí mô tả khoa học đầu tiên năm 2013. và đặt theo tên của Phó giáo sư Hoàng Đức Đạt. Chúng là loài đặc hữu của Bình Phước (Việt Nam).